# Goniochaeta fuscibasis
Goniochaeta fuscibasis är en tvåvingeart som beskrevs av Aldrich 1926. Goniochaeta fuscibasis ingår i släktet Goniochaeta och familjen parasitflugor.
Artens utbredningsområde är Kalifornien. Inga underarter finns listade i Catalogue of Life.